# Kirchenprovinz Paderborn
Die Kirchenprovinz Paderborn, auch Mitteldeutsche Kirchenprovinz genannt, ist eine Kirchenprovinz der Römisch-katholischen Kirche in Deutschland.

## Geografie
Die Kirchenprovinz umfasst große Gebiete im Osten Nordrhein-Westfalens und im Norden Hessens, kleinere Gebiete im Süden Niedersachsens, große Teile Thüringens und Sachsen-Anhalts, sowie kleinere Regionen von Brandenburg und Sachsen. Bis zur Gründung des Erzbistums Hamburg am 7. Januar 1995 gehörte mit dem Bistum Hildesheim auch der größte Teil Niedersachsens zur Paderborner Kirchenprovinz.

## Gliederung
Die Kirchenprovinz umfasst heute folgende Bistümer:
- Erzbistum Paderborn
  - Bistum Erfurt
  - Bistum Fulda
  - Bistum Magdeburg

## Geschichte
Nach seiner Gründung um das Jahr 800 herum gehörte das Bistum Paderborn zur Kirchenprovinz Köln, später zur Kirchenprovinz Mainz und ab 1821 wieder zur Kirchenprovinz Köln. Die Kirchenprovinz Paderborn wurde 1929/30 errichtet. Grundlage war ein durch Papst Pius XI. mit Preußen geschlossenes Konkordat und die päpstliche Bulle Pastoralis officii nostri, in der Paderborn zum Erzbistum erhoben wurde. Die Kirchenprovinz umfasste bei der Gründung die Bistümer
- Fulda
- Hildesheim und
- Paderborn.

Das heutige Bistum Magdeburg wurde von Papst Johannes Paul II. mit der Apostolischen Konstitution Cum gaudio mit Wirkung zum 8. Juli 1994 vom Erzbistum Paderborn abgetrennt und zu einem eigenständigen Bistum erhoben. Zeitgleich wurde nach einem Vertrag zwischen dem Heiligen Stuhl und dem Freistaat Thüringen über die Errichtung des Bistums Erfurt das Bischöfliche Amt Erfurt-Meiningen am 8. Juli 1994 zum Bistum erhoben und der Kirchenprovinz Paderborn zugeordnet. Seit der Gründung des Erzbistums Hamburg am 7. Januar 1995 gehört das Bistum Hildesheim zur Kirchenprovinz Hamburg.

### Metropoliten
- Caspar Klein (19. Juli 1920–1941, erster Metropolit ab 13. August 1930)
- Lorenz Kardinal Jaeger (19. Oktober 1941 – 30. Juni 1973)
- Johannes Joachim Kardinal Degenhardt (4. April 1974 – 25. Juli 2002)
- Hans-Josef Becker (28. September 2003 – 1. Oktober 2022)
- Udo Markus Bentz (seit 10. März 2024[1])